# Friedrich August von Tscherning
Friedrich August von Tscherning (* 18. Juli 1819 in Tübingen; † 22. Juni 1900 ebenda) war ein deutscher Forstwissenschaftler.

## Wirken
Nach seiner Reifeprüfung in Stuttgart im Jahre 1835 arbeitete Tscherning auf Anleitung seines Vaters bei den Forstämtern in Leonberg und Freudenstadt. 1837 begann er dann das Studium der Forstwissenschaft an der Eberhard Karls Universität Tübingen, u. a. bei Friedrich Schott von Schottenstein. Seine Studien bezogen aber auch Lehrveranstaltungen in den Fachgebieten Botanik, Staatsrecht, Geologie und Literaturgeschichte ein. Vor seiner zweiten forstlichen Dienstprüfung 1841 in Bebenhausen war Tscherning einige Zeit als Assistent im Forstamt Neuenbürg tätig, wo er nach seiner Prüfung weiterarbeitete. Weitere Orte seiner Tätigkeit waren Reutlingen, Rottenburg/Neckar und Entringen. Im Jahre 1845 wurde er Revierförster in Bebenhausen. 1851 nahm er einen Lehrauftrag an der Land- und Forstwirtschaftlichen Akademie in Hohenheim an und wurde zugleich als Oberförster und Revierleiter in Hohenheim eingesetzt. Mit der Lehrtätigkeit in Hohenheim war Tscherning nicht zufrieden, zumal es nicht gelang, dort die Bereiche Landwirtschaft und Forstwissenschaft zu trennen.
Nachdem Tscherning einen Ruf auf eine Professur an der Universität Tübingen ausgeschlagen hatte, bewarb er sich als 1855 als Leiter des Forstamts Bebenhausen. Dieses Amt hatte er bis 1892 inne und wurde als Oberforstrat im Alter von 73 Jahren pensioniert.
Große Verdienste erwarb sich Tscherning um den Schönbuch. Er beschäftigte sich in seinen Veröffentlichungen nicht nur mit der Bewirtschaftung, der Geschichte und der Jagd im Schönbuch, sondern sorgte sich vor allem auch um den schlechten Zustand des Waldes, um dessen Wiederaufbau und gemischte Bewaldung er sich intensiv kümmerte. Als Jäger war er nicht aktiv, er kritisierte die Jagd des Stuttgarter Hofes im Schönbuch.
Neben seiner forstlichen Tätigkeit setzte sich Tscherning für den Erhalt des Klosters Bebenhausen ein, das in einem schlechten Zustand und dringend sanierungsbedürftig war.
Die Verdienste Tschernings würdigte die Universität Tübingen durch die Verleihung von zwei Ehrendoktorwürden in den Jahren 1877 (Staatswissenschaftliche Fakultät) und 1897 (Naturwissenschaftliche Fakultät). Der württembergische König ernannte ihn 1892 zum Ritter des Ordens der Württembergischen Krone in Verbindung mit der Verleihung des Personaladels.
Tscherning wurde nach seinem Tod in Bebenhausen beigesetzt. Im Schönbuch, zwischen Dettenhausen und Waldenbuch in der Nähe der „Kälberstelle“, befindet sich ein zu seinen Ehren errichteter Gedenkstein.
Im Handschriftenbestand der Universitätsbibliothek Tübingen befinden sich verschiedene Sammlungen aus dem Nachlass von Tscherning (Kollektaneen zur Geschichte des Klosters Bebenhausen/Signatur Mh 888; Kollektaneen zur Geschichte des Schönbuchs/Signatur Mh 889; Notizbücher aus den Jahren 1856/57/Signatur Mh 890, einige Korrespondenz und ein Förstertagebuch aus den Jahren 1866 bis 1869/Signatur: Mh 1040).

## Veröffentlichungen
- (Bearb.): Zusammenstellung der in Württemberg vom Jahr 1834 bis zum Ende des Jahrs 1841 in Forst- und Jagdsachen angegebenen Gesetze und Verwaltungsvorschriften als zweite Fortsetzung des Handbuchs der württembergischen Forstgesetzgebung von J. G. Schmidlin. Fues, Tübingen 1842.
- Beiträge zur Forstgeschichte Württembergs. Stuttgart 1854.
- Mittheilungen aus der Geschichte des Klosters Bebenhausen. Stuttgarter Buchdrucker-Gesellschaft, Stuttgart 1877.
- Einige Bemerkungen zu dem Entwurfe vom 24. Oktober 1878 für ein Forststrafgesetz in Württemberg. Wittwer, Stuttgart 1879.
- (Mitarb.): Eduard Paulus / Die Cisterzienser-Abtei Bebenhausen. Neff, Stuttgart 1886.
- Die württembergischen und pfalzbaierischen Wappen im Winter-Refectorium und am Schreibthurm in Bebenhausen. Ein Beitrag zur Bau-Geschichte des Klosters. In: Staatsanzeiger für Württemberg / Besondere Beilage, Nr. 9/10 (1892), S. 129–146.
- Beiträge zur Geschichte der Gründung des Klosters Bebenhausen und zur Geschichte seiner ersten Aebte. In: Württembergische Vierteljahreshefte für Landesgeschichte, N.F., Jg. 1894, S. 199–210 (PDF).
- Das Vorkommen des Auerhahns im Schönbuch. Scheufele, Stuttgart 1905.